# دنا هاتشيموجي

A double helix of natural DNA. Hachimoji DNA adopts a similar structure.

دنا هاتشيموجي (بالانكليزية:Hachimoji DNA),باليابانية hachi تعني باليابانية ثمانية و moji حرف، هو حمض نووي ريبوزي منقوص الاوكسجين (DNA) مع ثمانية قواعد نووية- أربعة طبيعيات وأربعة مركبات.قواعد هاتشيموجي تم استخدامها مع ريبوز منقوص الاوكسجين للدنا وريبوز للرنا.
تركيب نظام دنا هاتشيموجي الثماني القاعدة كان نتيجة لابحاث ودراسات تم تمويلها من قبل ناسا. فوائد هذا الدنا تتضمن تحسين قدرة تحزين البيانات، بالإضافة إلى تحصيل فكرة حول ما يمكن استخدامه للبحث عن الحياة الفضائية.